# Маєвський Анатолій Васильович
Анатолій Васильович Маєвський (псевдо: «Уліян», «Гребля», «Йовта», «Гриць», «Микола», «Старий», «257», «179», «77», «940», «259») (* 1915, с. Кустин, Рівненський район, Рівненська область — † 19 серпня 1955, с. Здовбиця, Здолбунівський район, Рівненська область) — окружний провідник ОУН Рівненщини (1945—1955), останній провідник ОУН Волині.
Лицар Золотого Хреста Заслуги (1952).

## Життєпис

### Родина. Дитинство. Юність
Анатолій Маєвський народився в 1915 році в селі Кустин колишнього Олександрійського району в інтелігентній національно свідомій сім'ї.
Батько — Василь Федорович Маєвський, 1877 року народження, за Польщі був волосним війтом, обіймав посаду ревізора Рівненського повітового сеймика. Мати — Юлія Мойсеївна Маєвська — походила з містечка Клевань і була родичкою відомих діячів ОУН Якова та Олександра Буслів. Родина Маєвських, як і тисячі родин учасників національно-визвольного руху, була репресована. Господарство Маєвських в Кустині було розграбоване більшовиками. Батьку вдалось виїхати в Чернігівську область і перебувати в рідної сестри Устини Краснопольської. Саме там 1 грудня 1949 року він був заарештований співробітниками МГБ. 25 жовтня 1950 року не судом, а постановою «особого совещания» при МГБ СССР Василя Маєвського та його племінника Олексія Краснопольського було засудженно на 10 років таборів суворого режиму як родичів члена ОУН Анатолія Маєвського. Про долю матері не відомо нічого.
Анатолій Маєвський після відмінного закінчення Кустинської початкової школи вступив до Рівненської української гімназії. Там він познайомився з майбутніми відомими лідерами ОУН на Волині — братами Яковом та Олександром Буслами, Ростиславом Волошиним, Михайлом Бляхарчуком, Костецьким та Василем Булавським, Андрієм Марченком. Всі вони під час навчання в гімназії вступили до лав ОУН.
У 1937 році Маєвський успішно закінчив Рівненську українську гімназію і вступив до Познанської політехніки. Саме там здобувала медичну освіту, а потім і працювала у медичних закладах Познані його старша сестра Зоя Маєвська, що вийшла заміж за відомого адвоката Андрушківа.

### Боротьба в роки Другої світової війни

Анатолій Маєвський-Уліян і невідомий

З початком Другої світової війни у 1939 році Маєвський перервав навчання в політехніці, але продовжив справу в розбудові підпільної націоналістичної мережі і розпочав вчителювання у рідному селі. Крім знання польської мови він досконало вивчив та володів англійською.
Під час німецької окупації він виконував спеціальне завдання ОУН в місті Рівне. Згодом очолив політичну референтуру Рівненського надрайонового проводу ОУН, що територіально охоплював Рівненський, Олександрійський, Гощанський, Тучинський та Клеванський райони.
Починаючи з 1945 року, він очолив Рівненський окружний провід, до якого, крім вищеназваних районів, увійшли: Здолбунівський, Мізоцький, Острозький, Острожецький та кілька районів сучасної Волинської області.
У 1952 році Українська Головна Визвольна Рада нагородила «Уліяна» за довготривалу боротьбу в особливо важких умовах Золотим Хрестом заслуги. Саме тоді у 1952 році «Уліян» зник з поля зору оперативників з МГБ, що вели його розробку ще з 1945 року. Відомо було, що він діяв і переховувася десь на стиках Рівненського, Здолбунівського та Мізоцького районів. Активний пошук з блокуванням лісових масивів в Гурбенських лісах позитивного результату не дав.

### Повоєнні роки в підпіллі

#### Нездійснений теракт у Києві (1 травня 1953)
Напередодні першотравневих свят більшовиків у 1953 році до «Уліяна» звернулися два члени ОУН — добровольці смертники «Роман» та «Сірий», що хворіли на запущену форму туберкульозу, набуту в результаті важкого життя в умовах підпілля. Ці підпільники протягом двох останніх років перебували в окремому бункері, щоб не заразити здорових друзів по боротьбі.
«Уліян» писав у своїх звітах: «Сили покидали їх з кожним днем й вони смертельно хворі попросили мене дати їм дозвіл на здійснення терористичного акту проти більшовицького уряду в Києві і я дав дозвіл їм на це».
МГБ вдалося впровадити навесні 1953 року свою агентуру саме на тій лінії зв'язку, по котрій й рухалися до своєї цілі два підпільники-сметртники. Кінцевим пунктом була трибуна на Хрещатику під час першотравневої демонстрації більшовиків. «Роман» та «Сірий» мали втесатися в святкову колону і, наблизившись до центральної трибуни, впритул розстріляти членів ЦК КПУ, або закидати їх гранатами.
Другим варіантом акції мала бути засідка навпроти трибуни на горищах протилежних будинків на Хрещатику. Саме тоді за цими фактами з перехоплених грипсів «Уліяна» до «Богуна» органами МГБ знову було «засвічено» діяльність крайового провідника ОУН «Уліяна — Маєвського».
Незважаючи на провал акції з ліквідації більшовицької верхівки на демонстрації, ця справа наробила неабиякого переполоху. Весь Київ, особливо Хрещатик, кишів від переодягнених в цивільне опер-працівників МВД і МГБ. В колонах першотравневих демонстрантів під виглядом робітників йшли також переодягнені чекісти. Окрім того, на всіх горищах будинків на Хрещатику, а також балконах і під'їздах чергували міліція та МГБ як у формі, так і в цивільному. Саме з того часу напередодні демонстрацій в Києві, обласних центрах, особливо в містах Західної України, проводилася певна «профілактика». Майже до середини 60-х років всі квартири, вікна яких виходили на центральні вулиці, де мали проходити демонстрації, напередодні відвідували дільничі міліціонери та особи в цивільному й запитували прописаних мешканців — чи бува хто не оселився в них без прописки? Чи не приїхав хто в гості з села?

#### Стан підпілля в 1953—1954рр.
Приблизно в той же час «Уліян» двічі посилає своїх зв'язкових «Мисливця» та «Андрія» на північні терени Волині в райони Ківерців, Цумані та на Костопільщину для відновлення конспіративної лінії зв'язку, котру в ті часи часто перехоплювали з МГБ.
І знову МГБ оперативно піднімає на ноги всі наявні резерви, прочісує й блокує значні лісові масиви, де за даними агентури мав би знаходитись «Уліян» — і знову безрезультатно.
На початку літа 1953 р. в Західній Україні, не дивлячись на звіт Києва перед Москвою, що з повстанським рухом вже покінчено, активно діяли декілька десятків збройних формувань Руху опору, була повністю відновлена зв'язкова мережа підпілля. Окрім районних, надрайонних і краєвих окружних проводів діяли окремі глибоко законспіровані групи підпілля. В терені знаходились керівник руху опору «Леміш» — (Василь Кук), що став Командувачем УПА після загиблого Романа Шухевича, представник Центрального проводу Василь Охримович, а також «Орлан»-(Василь Галаса) та його дружина Марія Савчин-«Марічка» та заступник «Орлана» «Уліян». Всі ці сили українського підпілля в Західній Україні тримали в напрузі не тільки Москву, але й змушували концентрувати в Західній Україні всі територіальні представництва держбезпеки, два мотомехдивізіони внутрішніх військ, окремі частини «погранвойск СССР», всю міліцію і весь «совпартактив».

#### Арешт В.Галаси та М.Савчин (11 липня 1953)
В липні 1953 року московським чекістам вдалося через створену агентурою підставну мережу в тактичній групі «Дон» захопити члена центрального проводу ОУН, представника УГВР Василя Галасу та його дружину Марічку Савчин. Чекісти тодішньої Кам'янець-Подільської області, захопивши і перевербувавши керівника Кам'янецьк-Подільського окружного проводу ОУН «Скоба», змусили його відновити від імені вже тепер підставного проводу за допомогою легендованої групи зв'язку з Кременецького району «Закат» і викликати 28 червня 1953 року «Орлана» на зустріч. Після наради, що відбулась в «Орлана» зі «Скобом», в «Орлана» склалося враження, що на сході також діє підпілля. Він пише листа В. Куку («Лемішу») і передає інструкції та вказує на законсервовані резервні лінії зв'язку своєму заступнику «Уліяну». Сам же вирішує перенести свою діяльність на східні терени України. 11 липня 1953 року «Орлан» та його дружина прибули на місце постою у лісовий масив, що під селом Ямпіль на Хмельниччині. Після сніданку під дією спецпрепарату «Нептун-47», котрий чекісти підсунули в їжу, після миттєвого паралічу нервової системи вони заснули. Спецоперація МВД завершилася тим, що В.Галасу та його дружину М. Савчин спішно доставили для допитів у Київ.
Одним з перших і основних питань до Галаси було — де «Уліян»? Від «Орлана» та його дружини ЧК вимагало вказати лінії зв'язку, що виводили на «Уліяна», паролі та пункти, на котрих могли відбутися контакти з краєвим провідником. Під тиском «Орлана» змусили написати листа «Уліяну». Проте «Орлан» так склав листа, що «Уліян», отримавши його по лінії зв'язку, вже знав, що «Орлан» та Марічка в лапах МГБ. Після арешту «Орлана» «Уліян» зіткнувся з проблемою відновлення зв'язку з північними районами Волині, а також з керівником підпілля «Лемішем». Кільце навколо «Уліяна» стискалося все тісніше. Тільки неймовірне відчуття, особисті якості конспіратора, пильність та довіра до тільки перевірених і добре знайомих людей, а також авторитет та підтримка населення допомогли «Уліяну» протриматися на Волині довше за всіх провідників ОУН.

#### Невдала спецоперація МВД (24-26 серпня 1953)
24 серпня 1953 року група чисельністю 45 чоловік під оперативним керівництвом начальника 4-го відділу УМВД (з 8 серпня 1953 року функції боротьби українського підпілля були передані до 4-го секретно-політичного управління МВД УССР, а з березня 1954 року КДБ при Раді міністрів СРСР. 4-те управління проіснувало до 9 березня 1969 року, тому в цей період в Рівненському облуправлінні спочатку МВД, а потів в КДБ розшуком «Уліяна» займався новостворений 4-й відділ) підполковника Дмітрієнка та замкомандира другого дивізіону майора Рилова, на Дорогобузьких хуторах в квадраті (8706) Гощанського району Рівненської області в господарстві місцевого мешканця було блоковано двох особистих охоронців «Уліяна» — «Байду» та «Степана». Після цього був оперативно складений план з проведення чекістсько-військової операції по захопленню і ліквідації окружного провідника «Уліяна»: заплановано провести блокування і прочісування лісових масивів в квадраті (0662 — 1260). Для проведення спецоперації були задіяні 418 чоловік. Керівником пошуку був призначений начальник 4-го відділу УМВД підполковник Дмітрієнко. Операція проводилася з 5 ранку до 5 вечора 25 серпня, і з 5 ранку до 3 дня 26 серпня. І знову вже в котрий раз «Уліяна» знайти не вдалося! Було тільки знайдено 5 старих схронів в лісовому масиві квадрат (1260).
29 вересня 1953 року в Міністерство внутрішніх справ СРСР за вхідним номером № 10/55 йде шифровка «о бандоуновском подполье» на 12 листках. Заступник начальника опер- відділу штабу ВО МВД УССР полковник Бромберг поряд з переліком десятків збройних формувань в Тернопільській, Волинській та Ровенській областях починає свій звіт з характеристики досі незнайденого Анатолія Маєвського «Уліяна».
Восени 1953 р. підпілля понесло нові втрати: загинув керівник лінії зв'язку від «Уліяна» до Василя Кука — «Бурий». А 16 лютого 1954 року в результаті чекістсько-військової операції було ліквідовано Ковельський окружний провід ОУН. В травні 1954 року було захоплено Василя Кука, а також на честь святкування трьохсотліття так званого возз'єднання України з Росією в Києві було розстріляно члена ЦП ОУН Василя Охрімовича.

#### Останній Спас (19 серпня 1955)
Весь 1954 рік по справі «Уліяна» пройшов відносно спокійно. Лише 12 серпня 1955 року при спробі навести лінії зв'язку з «Уліяном» керівником ОУН з північних районів Волинської області «Сергієм» (Степан Лінник) на Бичальських хуторах Костопільського району була блокована КДБ кур'єрська група. В результаті довготривалого бою були ліквідовані двоє чоловік з цієї групи — Опанас Махновець («Юрко», «Дмитро»), уродженець с. Четвертня Ківерецького району і Анастас Ткачук («Чорний»), уродженець с.Велецьк Хлопського району. Вважається, що це була остання бойова сутичка підпілля на теренах Рівненської області.
18 серпня 1955 року начальник Ровенского обласного управления КДБ П.Арнаутенко в черговий раз скликав розширену нараду в управлінні комітету, що знаходилось в приміщенні колишньої польської гімназії ім. Костюшка (сучасна вул. Пушкіна, приміщення Рівненського УМВС). В кабінеті полковника зібрались майже всі співробітники четвертого відділу та начальники райвідділів і відділень УКГБ по Рівненській області.
Нарада скликалася з одного питання — знайти і знешкодити нелегала ОУН «Уліяна».
Зі слів двох ветеранів КДБ, учасників тієї наради:

| «...Нараду полковник П.Арнаутенко розпочав з важким серцем і в гнівному настрої. - «... Товариші мені в черговий раз подзвонив перший секретар обкому нашої партії тов.Чучукало і запитав прямо - що з «Уліяном»? До яких пір ми можемо терпіти цього матьорого вовка? Цей «Уліян» не просто конспіратор ОУН і нелегал, він єдиний на сьогодні провідник ОУН на Волині. Адже по місту вже марширують піонери з барабанами і сурмами, а в цей час десь під Рівним сидить «Уліян» зі своєю групою! Я вам скажу більше ... ми єдина область в Західній Україні, яку не хоче відвідувати перший секретар компартії України тов.Кириченко! І все як ви здогадалися через цього оунівця. Товариші! Підніміть всі зв'язки, задійте всю наявну агентуру, що знаходиться в розробці! Опитайте всіх колгоспників Здолбунівського та Мізоцького районів, весь комсомольський актив. Адже повинен хтось, щось чути, бачити, знати ...! Загалом пора вже кінчати з цим «Уліяном» товариші чекісти! " Оригінальний текст (рос.) „ …Товарищи мне в очередной раз позвонил первый секретарь обкома нашей партии тов.Чучукало и спросил прямо — что с Ульяном? До каких пор мы можем терпеть этого матерого волка? Этот Ульян не просто конспиратор ОУН и нелегал, он единственный на сегодня проводник ОУН на Волыни. Ведь по городу уже маршируют пионеры с барабанами и горнами, а в это время где-то под Ровно сидит Ульян со своей группой! Я вам скажу более … мы единственная область в Западной Украине, которую не хочет посещать первый секретарь компартии Украины тов.Кириченко! И все как вы догадались через этого оуновца.“ Товарищи! Подымите все связи, задействуйте всю наявную агентуру, находящуюся в разработке! Опросите всех колхозников Здолбуновского и Мизоцкого районов, весь комсомольський актив. Ведь должен кто-то, что-то слышать, видеть, знать…! В общем пора уже кончать с этим „Ульяном“ товарищи чекисты!» |
Як тільки-но полковник Арнаутенко закінчив нараду по справі «Уліяна», над Рівним розпочалася гроза. Було вже далеко за північ. Раптом несподівано задзвонив звичайний телефон. В трубці почувся схвильований голос начальника міліції Здолбунівського району. Він повідомив Арнаутенку сенсаційну для нього звістку, що в його кабінеті сидить ніхто інший як безпосередній зв'язковий «Уліяна» «Мисливець», він же «Лопух» (Іван Довбенко) родом з с.Дермань. «Мисливця» було затримано на залізничному вокзалі станції Здолбунів ввечері 18 серпня. Він дзвонив в райвідділ міліції з телефонного автомата і повідомив, що хоче здатися властям. Відразу кілька чергових працівників залізничної міліції затримали «Мисливця» і, забравши в нього пістолет ТТ, передали затриманого в райуправління. Арнаутенко відразу піднімає на ноги майора Лєзіна та його підлеглих і направляє групу у Здолбунів.
Вночі «Мисливця» доставили в кабінет начальника Рівненського обласного УКДБ. Арнаутенко зрозумів, що «Мисливець», який прийшов добровільно — це прямий вихід на «Уліяна». При нічному першому допиті він розповів про зброю, що схована в окремому схроні, та про місце перебування «Уліяна». А також повідомив, що йому та другому зв'язковому «Андрію» провідник наказав легалізуватись. «Славко», він же «Андрій» подався до родичів у Красноярський край, де згодом був арештований КДБ. Провідника Уліяна «Мисливець» провідував учора і повідомив, що «Уліян» останнім часом тяжко хворіє, а «Славко» за підробними документами виїхав у Красноярський край до сестри. На питання, де знаходиться місце перебування «Уліяна» «Мисливець» спокійно відповів, що знає це місце. Це будинок з господарством родини Матвійчуків, що в с. Здовбиця. Поодинокий будинок розміщений на околиці села біля залізничного переїзду на шляху в с.Новомильськ. В помешкані, де знаходилася криївка, живе одинока жінка з донькою, чоловік якої Матвійчук був призваний до червоної армії і загинув 5 років тому на фронті.
Відразу в ніч з 18 на 19 серпня було сформовано оперативно-чекістську групу по захопленню «Уліяна».
В групу ввійшли: майор О.Лєзін, заст.начальника 4-го відділу капітан М.Радул, начальник відділення 4-го відділу капітан С. Г. Гненюк, старший уповноважений цього відділу капітан Б. Є. Стєкляр та начальник Здолбунівського райвідділу КГБ підполковник Д.Дмітрієнко.
О 6 ранку 19 серпня по тривозі в Рівненській частині військ внутрішньої охорони було піднято солдат строкової служби. Вони швидко заповнили дві армійські вантажівки «ЗІС-151», критих брезентом, і на чолі з лейтенантом Осіповим дислокувались на автошлях в сторону Здолбунова. В цей же час з двору облуправління КГБ на двох «ГАЗ 67б» виїхала сформована опергрупа. Колона швидко минула Здолбунів.
Село Здовбиця ще мирно спало напередодні християнського свята Спаса. «Мисливець» накритий плащ-палаткою, щоб його ніхто не бачив, вказав на мурований будинок неподалік залізничного переїзду. Автомобілі зупинились за поворотом на відстані 500 метрів. Відразу за напрацьованою схемою солдати утворили два кільця блокування: зовнішнє та друге внутрішнє навколо подвір'я, де була криївка. Солдати з кулеметами «дєгтярьова» залягли попід копами нещодавно складених снопів скошеного жита. В середину внутрішнього кільця блокади увійшла чекістська група з 10 чоловік. Кегебісти впритул наблизилися до стін мурованого будинку. Вони приставили до одного вікна, яке виходило на вулицю і до двох вікон, що виходили в двір по одному солдату, а самі ввалилися в хату. Саме там в той час перебувала одинока жінка — вдова червоноармійця. Її донька-десятикласниця в цей час знаходилася на сусідньому дідівському хуторі, де тоді також перебував її дядько-підпільник. Вона того ранку близько 8 години на свято Спаса прийшла додому і застала кінець проведеної операції, спостерігаючи за нею ззовні.
«Мисливець» кивком голови вказав на замаскований вхідний люк підземного бункеру. Офіцер КГБ О.Лєзін крикнув у привідкритий люк: «Гражданин Маевский! Сдавайтесь! Иначе бункер забросаем гранатами!» У відповідь тиша. Лише через кілька хвилин з-під люку та вентиляційного отвору в протилежній частині двору потягнуло димом, а потім під товщею землі пролунав приглушений пістолетний хлопок. Це пішов з життя нескорений останній провідник ОУН на Волині.
Відразу після почутого пострілу чекісти мовчки напрямком ствола автомата показали «Мисливцю» на вхідний люк. Той без слів зняв френч і спустився в підземелля. Через декілька хвилин «Мисливець» розгублено повідомив: «Провідник застрелився з пістолета. Палив якісь папери. Там лежить. Мертвий. В голову стріляв. У висок.» Після цього оперативники з КГБ, прикриваючись «Мисливцем», обережно спустилися вниз до мертвого «Уліяна». За спогадами самих кегебістів: «Уліян» лежав на спині в кутку на лавці. Перед тим, як піти з життя, одягнув чисту сорочку-вишиванку… Обличчя було зовсім спокійне, поголене. Не дивлячись ні на що, слідкував за собою. На правій щоці була невелика кривава пляма — це вхідний отвір, вихідного отвору не було. На маленькому столику стояла гасова лампа, без скла. На ній провідник і палив документи. З бункеру було вилучено: автомат ППС та чотири ріжки до нього, пістолет «Вальтер», пістолет ТТ, патрони до «Вальтера» 12 штук, патрони до ТТ 126 штук, дві ручні гранати, сумка польова з документами, в кількості 18 примірників, брошура Василя Кука «Колгоспне рабство», журнали «За волю нації» і «Молодий революціонер».
Тіло «Уліяна» чекісти забрали з собою в Рівне. І за деякими показами вони захоронили його в одній із безіменних братських могил повстанців на околиці кладовища Грабник. В деяких сучасних мемуарах, що видані в Москві, ветерани КГБ пишуть, що, мовляв, криївку розібрали і завалили, поховавши «Уліяна» там. М'яко кажучи, це блеф. На ці обставини є беззаперечні покази свідків. Та й в хаті тій і по сьогодні живуть люди.

#### Епілог
Відразу після закінчення спецоперації на допит в Рівне забрали жінку — господиню обійстя. Забрали, та через добу відпустили. Не тому, як пишуть чекісти, що пожаліли, а тому, що вона була вдовою, чоловік якої загинув на фронті в бою з німцями. Та й на вулиці був 1955 рік. Так що не з руки було КДБ. А ще КДБ планувало провести в цій історії свою наступну операцію. Тоді ж КДБ арештували учасника бою під Гурбами — Миколу Мануїловича Матвійчука, брата загиблого господаря будинку, який жив на хуторі і опікувався хворим «Уліяном». Йому дали 10 років таборів.
В хаті тій після цього поселили «квартиранта», котрий пробув там цілу осінь. КДБ починало нову гру. Це починалась операція «Тропа» та «Траса». Суть їх полягала в наступному: практично в Західній Україні, за деякими винятками, вже не було організованого підпілля. Але КДБ мало на меті перед закордонними частинами ОУН створити через підставну мережу з колишніх перевербованих повстанців видимість існування в Україні підпілля. Це потрібно було з метою проникнення в закордонні центри ОУН. Сумнозвісний «Мисливець» він же «Лопух» Іван Михайлович Довбенко відігравав одну з провідних ролей. У 1956 році в березні-травні місяці «Мисливця», котрому дали псевдо «Андрій», КДБ регулярно привозило з Києва у Рівне. Тут після короткого відпочинку його переодягали у форму вояка УПА, давали йому автомат, і він, рухаючись за старими зв'язками селами Рівненщини, виявляв симпатиків національно-визвольного руху серед молоді. КДБ планувало таким чином створити псевдокур'єрську групу для виводу її за кордон на зв'язок з ЗЧ ОУН. Всі, хто зголосився на таку підлу приманку КДБ, були взяті на оперативний облік.